# Genetická prognóza
Genetická prognóza spočívá ve stanovení pravděpodobnosti s jakou čekané či plánované dítě bude v uvažovaném znaku zdravé či postižené. Závisí především na typu přenosu a na segregačních poměrech.
Genetickou prognózu definoval Harper v osmdesátých letech 20. století takto: „Je to proces, při kterém dostane pacient nebo jeho příbuzní s rizikem fakultativně dědičné choroby informaci o jejích následcích, pravděpodobnosti, s jakou se u nich vyvine a s jakou ji přenesou na svoje potomstvo, stejně jako o způsobech prevence a terapeutického ovlivnění.
Díky získaným informacím lze předejít narození potomka s chorobou. (Prenatální diagnostika, umělé oplodnění, darování vajíček a spermií, adopce,…)
Musíme znát:
- diagnózu choroby
- typ dědičnosti
- penetraci alely
- četnost přenašečů (heterozygotů Aa- 2pq) v populaci